# Scheuelberg (Naturschutzgebiet)
Das Naturschutzgebiet Scheuelberg liegt auf dem Gebiet der Städte Heubach und Schwäbisch Gmünd im Ostalbkreis in Baden-Württemberg. Das Gebiet erstreckt sich südwestlich der Kernstadt Heubach und südöstlich von Bargau, einem Stadtteil von Schwäbisch Gmünd. Östlich verläuft die Landesstraße L 1162.

## Bedeutung
Für Heubach und Schwäbisch Gmünd ist seit dem 3. September 1998 ein 119,0 ha großes Gebiet unter der Schutzgebietsnummer 1.232 als Naturschutzgebiet ausgewiesen. Es handelt sich um eine „vielfältige Landschaft mit naturnahen Buchenwald- und Steppenheidegesellschaften, Wacholderheiden, Grünländern, Äckern und Feldhecken in ihrer für die Nordost-Alb repräsentativen, jedoch selten gewordenen Mischung, die erhalten, gefördert und wiederhergestellt werden sollen. In ihrer Kombination sind diese Landschaftsteile Lebensräume einer Vielzahl von Tier- und Pflanzengemeinschaften, die andernorts stark rückgängig und daher heute bedroht sind.“